# 2001 في الأردن
فيما يلي قوائم الأحداث التي وقعت خلال عام 2001 في الأردن.

## سياسة

### انتهاء فترة المنصب
- 1 يناير – سعيد شقم وزير الشباب والرياضة.

## أفلام
من الأفلام التي صدرت هذه السنة في الأردن:
- 1 يناير – أوريجينال سين من إخراج مايكل كريستوفر.

## وفيات

### يناير
- 1 يناير – مشهور حديثة الجازي (مواليد 1928)

### أبريل
- 22 أبريل – حابس المجالي (مواليد 1914) جندي أردني.